# Strauchartige Gänsedistel
Die Strauchartige Gänsedistel (Sonchus fruticosus) ist eine Pflanzenart in der Gattung der Gänsedisteln (Sonchus) aus der Familie der Korbblütengewächse (Asteraceae).
Dieser Endemit ist auf dem Madeira-Archipel heimisch.
Zusammen mit anderen strauchförmigen Gänsedisteln der Untergattung Dendrosonchus stellt sie eine botanische Besonderheit der makaronesischen Inseln dar; der Großteil der sonstigen Arten dieser Gattung wächst krautig, siehe Inselgigantismus.

## Beschreibung

### Vegetative Merkmale

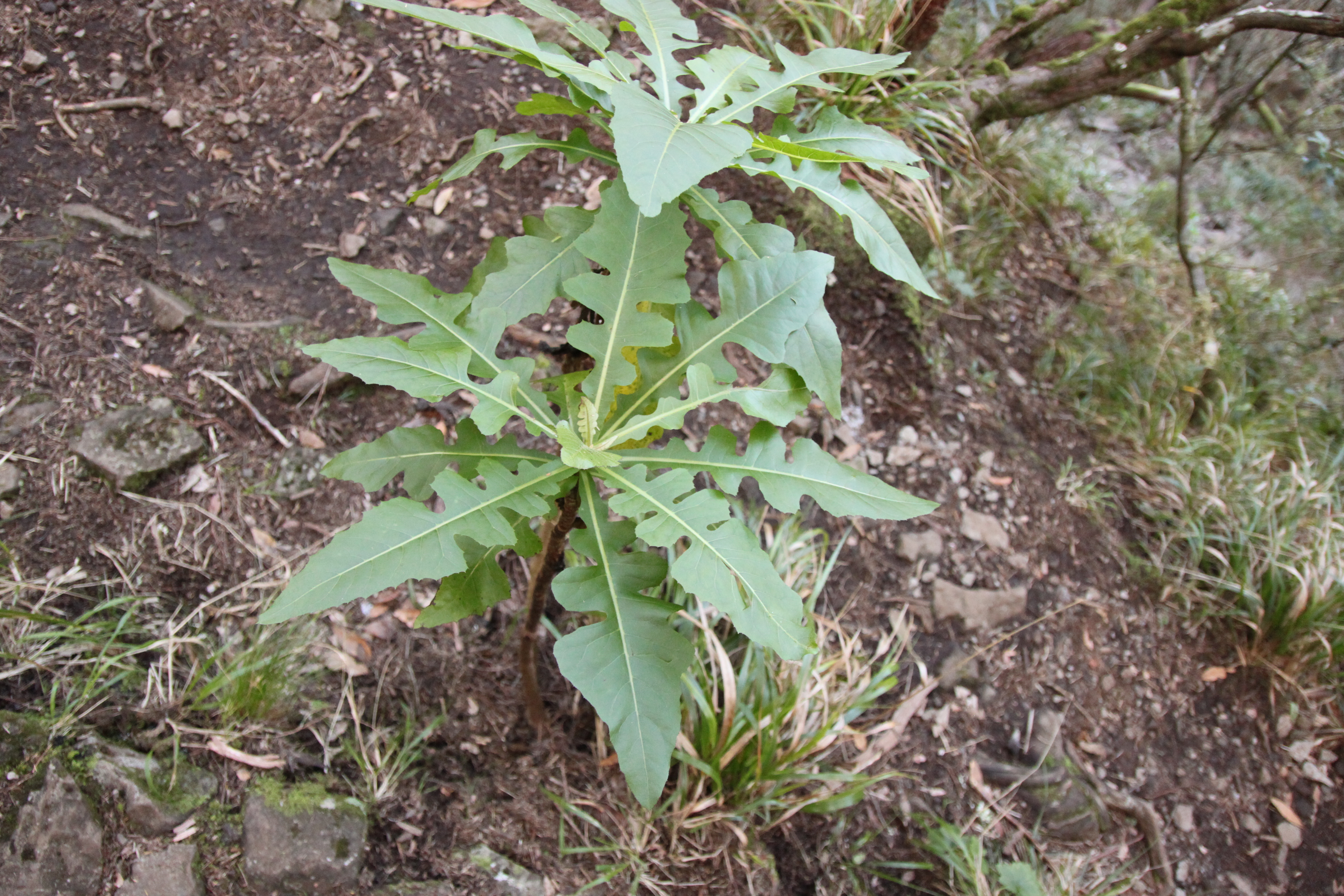
Junges Exemplar mit deutlich geteilten bis zerschnittenen Blättern

Sonchus fruticosus wächst als ausdauernde, verholzende, wenig verzweigte Pflanze oder als Halbstrauch und kann Wuchshöhen von bis zu 4 Metern erreichen. Die dicken, runden Stängel oder Stämme sind kahl und enthalten Milchsaft. Die sitzenden bis kurz gestielten und gezähnten bis ganzen, spitzen bis stumpfen, glatten, verkehrt-eilanzettlichen bis lanzettlichen oder leierfömigen Laubblätter stehen schopfig am Ende der Triebe schraubig gedrängt in Rosetten. Sie sind 28–67 cm lang, 7–18 cm breit und an der unteren Blatthälfte mehr oder weniger tief geteilt bis zerschnitten oder gelappt, seltener fast ganz.

### Generative Merkmale

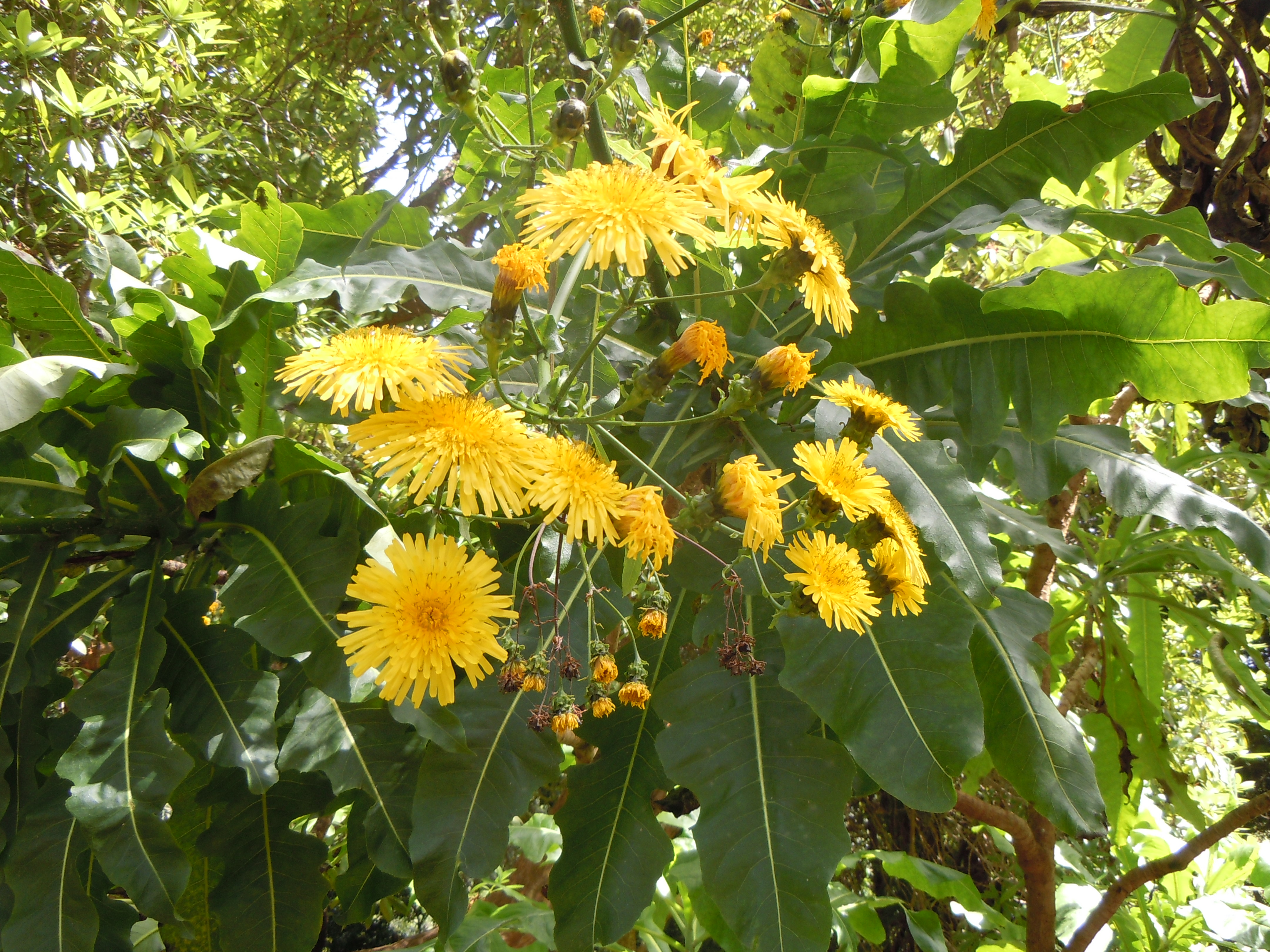
Blütenstand

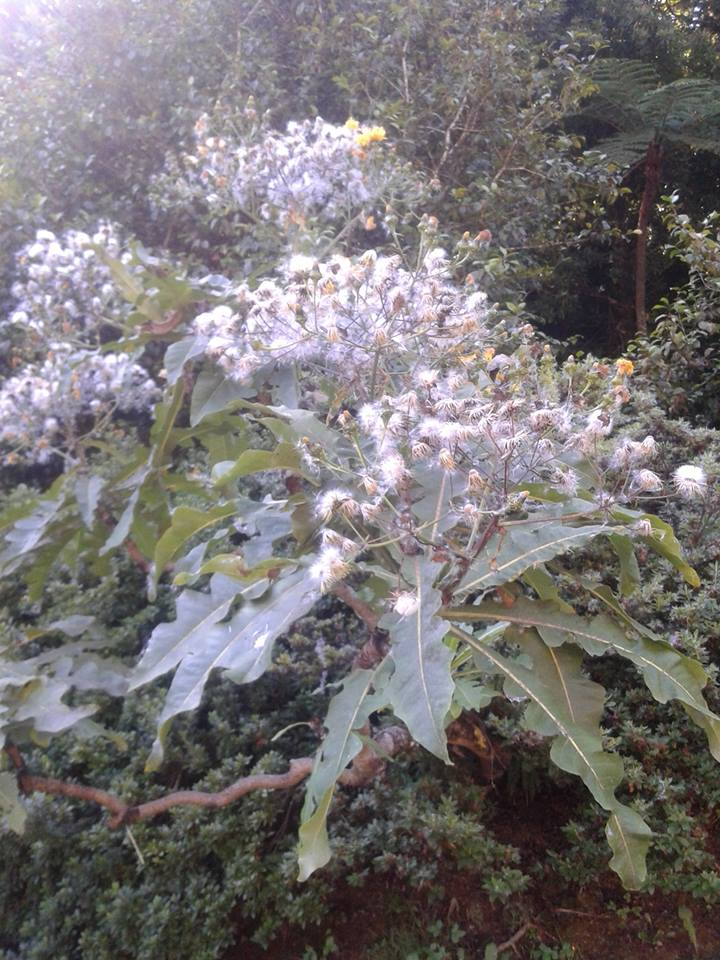
Reife Fruchtstände mit den weißen Pappi

Die recht großen Blütenkörbe mit goldgelben Zungenblüten, mit mehrreihiger, kahler Hülle, erscheinen in endständigen Rispen. Sie erinnern an die Blütenkörbe des Löwenzahns (Taraxacum).
Nach der Bestäubung durch Bienen, Schmetterlingen oder Vögeln reifen die Achänen heran, welche mit schirmartigen, federigen Fortsätzen, den sogenannten Pappi, versehen sind. Diese helfen den Früchten sich durch den Wind zu verbreiten.

## Verbreitung und Standort
Sonchus fruticosus ist eine endemische Art des Madeira-Archipels und kommt dort sowohl auf der Hauptinsel Madeira als auch auf der nordöstlicher gelegenen Insel Porto Santo vor; auf letzterer ist sie aber nur sehr selten zu finden.
Sie gedeiht im Unterwuchs des immergrünen Lorbeerwaldes, der sich auf diesen Inseln „Laurisilva“ nennt, unter Bäumen wie Apollonias barbujana, Visnea mocanera, Picconia excelsa, Azoren-Lorbeer, Stinkender Lorbeer (Ocotea foetens) oder Persea indica, oder in höher gelegenen Heidewäldern zusammen mit Baumheide (Erica arborea) oder Erica platycodon subsp. maderincola.
Die Strauchartige Gänsedistel bevorzugt einen nährstoffreichen, wasserdurchlässigen Boden auf einem sonnigen Standort.

## Systematik
Sonchus fruticosus wurde 1782 von Carl von Linné dem Jüngeren in Supplementum Plantarum erstbeschrieben. Diese Art der Gattung Sonchus ist in die Familie der Korbblütengewächse (Asteraceae) einzuordnen, welche in die Ordnung der Asternartigen (Asterales) gehört.